# Вулканична игла
Вулканичната игла е високо, тънко и остро вулканично образувание, с относително малко напречно сечение и с формата на остър обелиск, издигащ се над кратера на вулкана. Това е форма, възникнала от екструзивни скални породи, представляващи части от застинала вискозна лава. Наблюдавана е първо при изригването на вулкана Мон Пеле на остров Мартиника. Обикновено растежът на една такава игла варира между няколко часа до няколко месеца, но в много случаи е и по-бавен.
При изригването на Мон Пеле от 1902 година прочутата игла на вулкана нараства в течение на 9 месеца и достига до около 300 m височина. Лавата се екструдира на върха на голям вулканичен купол. По време на израстването си иглата няколко пъти се разрушава. Съществуват изчисления, според които ако това не се е случило, височината ѝ би достигнала крайна стойност от 800 m. Само за 10 месеца след образуването си, иглата се разрушава напълно и на нейно място се образува натрупване от скални блокове. Това е една от най-известните вулканични игли, чиято височина е 375 m.
Друга интересна и висока вулканична игла се намира на западния бряг на хавайския остров Мауи, разположена в гъсто обрасла тропическа долина, в калдерата на спящия вулкан Пуу Кукуй. Извисява се почти право нагоре от дъното на долината, на височина 686 m и е покрита с тропическа растителност. Част от долината, заедно с иглата Яо, е обявена за държавен парк и национална природна забележителност.